# WTA-toernooi van Athene
Het WTA-toernooi van Athene (officieel: Athens Trophy) was een tennistoernooi voor vrouwen dat van 1986 tot en met 1990 jaarlijks plaatsvond in de Griekse hoofdstad Athene.
De WTA organiseerde het toernooi, dat vanaf 1988 in de categorie "Tier V" viel en werd gespeeld op de gravel-banen van de Athens Lawn Tennis Club. In de periode van 1986 tot en met 1994 werd hier ook het ATP-toernooi van Athene gespeeld.
Er werd door 32 deelneemsters per jaar gestreden om de titel in het enkelspel, en door 16 paren om de dubbelspeltitel. Aan het kwalificatietoernooi voor het enkelspel namen maximaal 32 speelsters deel, met vier plaatsen in het hoofdtoernooi te vergeven.

## Meervoudig winnaressen enkelspel
| Speelster       | Aantal titels | In de jaren |
| --------------- | ------------- | ----------- |
| Cecilia Dahlman | 2             | 1989, 1990  |

## Finales

### Enkelspel
| Datum      | Naam          | Cat.   | ($)    | Ondergrond     | Winnares         | Verliezend finaliste   | Uitslag       |         |
| ---------- | ------------- | ------ | ------ | -------------- | ---------------- | ---------------------- | ------------- | ------- |
| 1986-09-15 | Athens Trophy |        | 75.000 | gravel, buiten | Sylvia Hanika    | Angelikí Kanellopoúlou | 7-5, 6-1      | details |
| 1987-10-05 | Athens Trophy |        | 75.000 | gravel, buiten | Katerina Maleeva | Julie Halard           | 6-1, 6-0      | details |
| 1988-08-01 | Athens Trophy | Tier V | 75.000 | gravel, buiten | Isabel Cueto     | Laura Golarsa          | 6-0, 6-1      | details |
| 1989-09-11 | Athens Trophy | Tier V | 75.000 | gravel, buiten | Cecilia Dahlman  | Rachel McQuillan       | 6-3, 1-6, 7-5 | details |
| 1990-09-10 | Athens Trophy | Tier V | 75.000 | gravel, buiten | Cecilia Dahlman  | Katia Piccolini        | 7-5, 7-5      | details |

### Dubbelspel
| Datum      | Naam          | Cat.   | ($)    | Ondergrond     | Winnaressen                          | Verliezend finalistes                | Uitslag       |         |
| ---------- | ------------- | ------ | ------ | -------------- | ------------------------------------ | ------------------------------------ | ------------- | ------- |
| 1986-09-15 | Athens Trophy |        | 75.000 | gravel, buiten | Isabel Cueto Arantxa Sánchez Vicario | Silke Meier Wiltrud Probst           | 4-6, 6-2, 6-4 | details |
| 1987-10-05 | Athens Trophy |        | 75.000 | gravel, buiten | Andrea Betzner Judith Wiesner        | Kathleen Horvath Dianne Van Rensburg | 6-4, 7-6      | details |
| 1988-08-01 | Athens Trophy | Tier V | 75.000 | gravel, buiten | Sabrina Goleš Judith Wiesner         | Silke Frankl Sabine Hack             | 7-5, 6-0      | details |
| 1989-09-11 | Athens Trophy | Tier V | 75.000 | gravel, buiten | Sandra Cecchini Patricia Tarabini    | Silke Meier Elena Pampoulova         | 4-6, 6-4, 6-2 | details |
| 1990-09-10 | Athens Trophy | Tier V | 75.000 | gravel, buiten | Laura Garrone Karin Kschwendt        | Leona Lásková Jana Pospíšilová       | 6-0, 1-6, 7-6 | details |